# 科梅尔韦伊
科梅尔韦伊（法語：Commerveil，法語發音：[kɔmɛʁvɛj]）是法国萨尔特省的一个市镇，属于马梅尔斯区。

## 地理
科梅尔韦伊（48°19'1"N, 0°21'28"E）面积5.64 平方千米，位于法国卢瓦尔河地区大区萨尔特省，该省份为法国西北部内陆省份，北起顺时针与奥恩省、厄尔-卢瓦省、卢瓦-谢尔省、安德尔-卢瓦尔省、曼恩-卢瓦尔省和马耶讷省接壤，是法国大西部的入口，连接卢瓦尔河谷、布列塔尼和巴黎盆地。
与科梅尔韦伊接壤的市镇（或旧市镇、城区）包括：圣雷米德蒙、圣樊尚德普雷、皮雪、索努瓦地区圣卡莱。

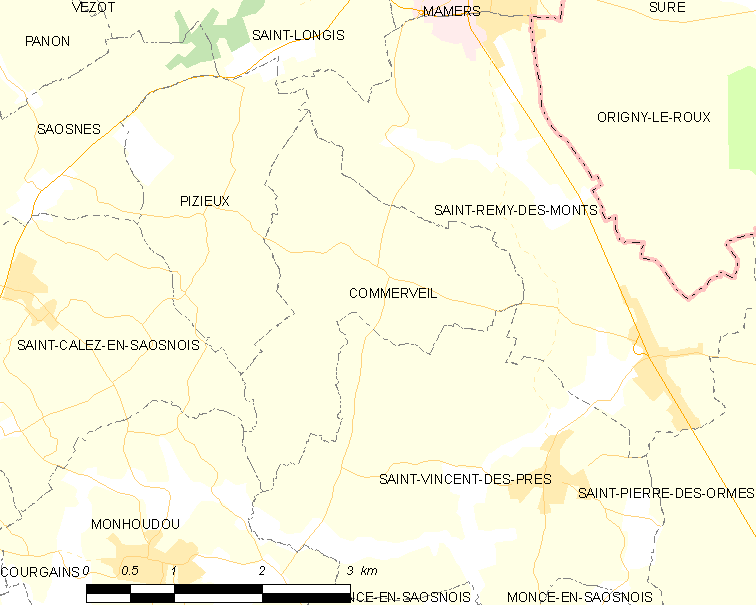
科梅尔韦伊的OSM定位图

科梅尔韦伊的时区为UTC+01:00、UTC+02:00（夏令时）。

## 行政
科梅尔韦伊的邮政编码为72600，INSEE市镇编码为72086。

## 政治
科梅尔韦伊所属的省级选区为马梅尔斯县。

## 人口

1962-2008年间科梅尔韦伊人口变化图示

科梅尔韦伊于2022年1月1日时的人口数量为138人。